# 沙丘 (跨媒體製作)
《沙丘》是一系列科幻主题的跨媒体制作，包含原著小說、影視作品、電腦遊戲及桌上型益智遊戲等衍生作品。該部作品起源自美國作家弗兰克·赫伯特于1965年出版的同名科幻小说。《沙丘》一出版就備受欢迎，獲譽為史上最伟大的科幻小说之一，多次成为科学幻想类别的畅销书，並接連获得星云奖、雨果奖，此后又创作五部后传小说與衍生作品。

## 創作歷史
|                                   | 本書獻給辛勞不囿於紙上談兵，而擴及「實體物質」之人—— 獻給旱地生態學家，不論他身在何處，於何時工作。 謹以謙卑欽慕之心，獻上此本預示之作。 |
| ——法蘭克·赫伯特，《沙丘》扉页致辞 | |

小说最初从1963年到1965年分期发表於科幻雜誌《模拟》，并且被分成两部更短的小说《沙丘世界》和《沙丘的先知》。
弗兰克·赫伯特于1986年逝世。1999年起，他的儿子布赖恩·赫伯特联合凯文·J·安德森创作数部前传小说和两部后传小说，该系列作品部分借鉴弗兰克·赫伯特所留下的笔记。

## 背景
|                                                     | 汝等不得制造机器去假冒人的思維。 Thou shalt not make a machine in the likeness of a human mind. |
| ——《奧蘭治合一聖書》， 《沙丘》附錄 II 沙丘星的宗教 |                                                                                                 |

《沙丘》背景設定在遥远的未来，由於星際旅行的普及導致社會結構的徹底改變，人類社會難以組建強大的統一政府，处于一个類似歐洲中世紀的封建星系帝国，行星封邑由贵族统治，贵族向皇室柯瑞诺家族（House Corrino）效忠。宗教與類宗教的神秘組織有強大的影響力，可以決定皇室血脈的傳承。
這部小说讲述年轻的保罗·亚崔迪的故事，他是公爵雷托·亚崔迪（Duke Leto Atreides）的继承人和亚崔迪家族（House Atreides）的传人，他和他的家庭從祖居的海洋星球卡樂丹（Caladan）搬迁到行星厄拉科斯（Arrakis），其又被稱為「沙丘星」（Dune）是一座貧瘠的沙漠星球，卻也是對宇宙航行至關重要的資源香料美兰极（melange，又译作“美琅脂”）之唯一的產地。
故事背景要素涉及政治、宗教、生態學等多元題材，從保羅與其家族、新行星以及星球原住民的命運，乃至於帕迪沙皇帝、强大的宇航公會和秘密宗教團體貝尼·潔瑟睿德女修會，所有變因及軸線都成為改變人類命運的進程。
在小说中的时代，因为一个称为巴特兰圣战（the Butlerian Jihad）的宗教戰爭，先进的电脑與人工智能早已被禁用，該戰爭的結果被描述“機械邏輯之神被大眾推翻了”。經過各宗教勢力間多次跨宗教會議與交流協調後，宗教大同編譯委員會成立以阻止戰爭的再次爆發，同時確立了所有宗教的共同戒律“汝等不得減損靈魂的價值。”後發表了《奧蘭治合一聖書》，該戰爭留下的誡命亦載於此書中：“汝等不得制造机器去假冒人的思維。（Thou shalt not make a machine in the likeness of a human mind.）”。電子科技發展停止後在生物科技、與香料等藥物的辅助下，人类的認知與分析能力已经达到了神奇的地步，逐漸發展出來替代電子科技的職業與組織：
- 晶算師（Mentats）：
通过强化训练擁有了高超的邏輯思考能力，在这种状态下他们可以执行复杂的逻辑计算。多数最好的晶算師被忒萊素人（Bene Tleilax）训练和培养，被稱之為“扭曲的思想者”，虽然保罗·亚崔迪不是其中之一，他由瑟菲·哈瓦特（Thufir Hawat）和他自己的母亲杰西卡·亚崔迪训练。
- 宇航公会（Spacing Guild）：垄断星际运输。他们的領航员使用香料获得有限的超感能力，使得他们能够安全地“弯曲空间”—引导公会的巨型運輸艦使用霍尔兹曼引擎安全的到达它们的目的地，这使得在星系中任何地点都能瞬间到达。
- 貝尼·潔瑟睿德（Bene Gesserit）：
秘密女性社团，其成員通常被称为“女巫（witch）”，她们拥有透过几千年精心育種的基因继承和多年的並度神經和普拉那肌肉訓練（称为“Prana-Bindu训练”）所达到的精神和肉体的力量。当一个貝尼·潔瑟睿德学徒通过“香料磨难”成为一个聖母时，她便能获得了她的“祖先记忆”——无数女性祖先的完整的生活经验（她不能回想她男性祖先的记忆，并会畏惧被她体内雄性记忆所居住的精神空间）。
- 忒萊素人（Bene Tleilax）：
居住在星系的边缘，他们擁有高超的生物技術但不被外界所喜，创造各種人造器官、幻臉者、甦亡人和扭曲的晶算師。
- 伊克斯（Ix）：
历史被遗忘在时间的浓雾中而整个社会被技术统治的行星。
- 鉅貿聯會（The Combine Honnete Ober Advancer Mercantiles，CHOAM，类似石油输出国组织OPEC）是帝国经济的支柱，其股份和指导权决定着每个家族的收入和财政平衡。

宇宙的整体权利结构，包括帝国和大家族的财经和军事力量、宇航公会对于星际旅行的控制、以及貝尼·潔瑟睿德的特殊能力，都受到香料的供应的限制，这样一个社会政治情况称为流体暴政 （单一来源的商品的依赖型）。

## 人物列表
人物按主要阵营排列。有些情况下，阵营随着小说的进程或者真身身份被揭示而改变。

### 亚崔迪家族 （House Atreides）
- 公爵莱托·亚崔迪，亚崔迪家族的首领，被尤因医生（Doctor Yueh）出卖，被带到哈肯能男爵面前时，他试图刺杀男爵没有成功，自己遇害。
- 潔西卡女士（Lady Jessica），貝尼·潔瑟睿德成员，公爵的爱妾。保罗和阿丽亚的母亲，同时也是弗拉迪米尔·哈肯能男爵（Baron Vladimir Harkonnen）的亲生女儿，毕业于瓦拉赫九号行星上的女修會学校。
- 保罗·亚崔迪，公爵的独子在遇到弗瑞曼部落后通过测试被认为是穆哈迪（ Mahdi，救世主）并带领他们战胜了哈肯能家族的军队和皇帝的萨督卡军團，成为新的皇帝，之后在续作中被阴谋集团用熔岩弹夺去了视力，但是他仍得以透過预知能力视物。在愛人荃妮死去时他失去了预知能力，当忒萊素人的幻臉者（易容能力者）斯凯特尔夺去双胞胎并提出如果他交出权力，就复活死去的荃妮时，他通过儿子雷托二世的心灵获得了视物能力，杀死了斯凯特尔。在彻底失去视力后他按弗瑞曼人的法律自我流放到沙漠。在《沙丘之子》中他化身传教士反对他自己建立的宗教。最后他和雷托二世在沙漠里重逢，共同预知了人类的灭亡，保罗心灰意冷，但雷托二世决心无论造成多少灾难都要避免这一点。保罗最终回到妹妹厄丽亚面前直斥其非并被杀死。
- 厄丽亚·亚崔迪，保罗的妹妹，由于出生前杰西卡经受考验时暴露在生命之水下在出生时就成为了聖母並获得了远古的祖先记忆，因此被女修會称为“变异者”，但也正因为此她的心灵被外祖父哈肯能男爵占据而变得邪恶。后被姪子莱托二世击败。
- 瑟非·郝沃茲，亚崔迪家族的晶算師和刺客头目。
- 葛尼·哈莱克（英语：Gurney Halleck），亚崔迪家族忠诚的吟游诗人战士。
- 邓肯·艾德侯，亚崔迪家族的剑客大师，为了掩护保罗而被哈肯能人杀死。死后被忒萊素人复活成为甦亡人并作为反保罗阴谋的一部分送给了保罗，但他仍然保留了对人性的忠诚，帮助保罗击败阴谋，和保罗的妹妹厄丽亚结婚。在《沙丘神帝》中，量产化的艾德侯由于认为莱托二世背叛了人性多次试图杀死他。
- 惠灵顿·尤因（英语：Wellington Yueh），亚崔迪的苏克医生，因为妻子落入哈肯能人手中被迫成为他们的卧底，但并不真心效忠。他在莱托公爵的假牙中装入毒气装置，告诉公爵刺杀哈肯能男爵的手段，并且预先为保罗和潔西卡逃走准备了退路。但是公爵没能成功刺杀男爵，惠灵顿医生最终被晶算師彼得杀死。
- 莱托二世，保罗和荃妮之双胞胎中的儿子，他也一样受到远古记忆的困扰，后来他成功地用祖先心灵们组成了共同体，避免了和厄丽亚一样被单个祖先占据心灵的结果。他后来在沙漠中接受了保罗拒绝的测试，将自己和沙蟲幼體们合为一体拥有了超强能力，从而击败了厄丽亚。最后在《沙丘神帝》中，他变成了一只巨大的沙虫从而通过控制香料出产（其他的沙虫都按他的命令被杀光了）和预知能力控制了宇宙3500年，确保人类走上“黄金之道”来避免人类灭亡但还是被谋杀。

### 哈肯能家族（House Harkonnen）
- 弗拉基米爾·哈肯能（英语：Vladimir Harkonnen）男爵，哈肯能家族的首领，霸夏（兵團司令）统领阿布鲁德·哈肯能的直系后裔，霸夏在柯瑞诺战役后因临阵退缩遭流放。男爵則在厄拉科斯事变中最终被厄丽亚杀死，爵位由菲得·罗萨·哈肯能繼承。
- 彼得·德伏來（英语：Piter De Vries），扭曲的晶算師。
- 菲德·羅薩·哈肯能（英语：Feyd-Rautha），男爵的侄子，其爵位的繼承者。厄拉科斯事变後在與保羅的決鬥中身亡。
- 格罗苏 '野兽' 拉班伯爵，也称拉班·哈肯能，男爵更年长的侄子，其父因被賜與拉班行政區的管轄權而放棄原姓氏哈肯能。

### 柯瑞诺家族 （House Corrino）
- 沙德姆四世，已知宇宙的帕迪沙皇帝。
- 伊若琅公主（英语：Princess Irulan），皇帝的长女和继承人。也是一名历史学家。她和保罗过着有名无实的婚姻生活，被告知可以交往情人但不准有子女。
- 哈西米尔·芬伦（英语：Count Fenring）伯爵, 一名天生基因缺陷導致的阉人，柯瑞诺家族的远房表亲，皇帝的最亲密朋友和顾问。哈肯尼家族统治阿拉吉斯的时期，他曾经亲任皇帝派驻阿拉吉斯的代表，后来又被委派为卡拉丹的行政官。阿拉吉斯事件后，他陪同沙德姆四世一起隐退到萨鲁撒·塞康达斯。
- 法拉肯（英语：Farad’n），沙德姆四世的孙子和家族继承人。年轻的学者，涉猎广泛。莱托二世击败厄丽亚后，与他达成一个和解条件。法拉肯将自己的萨督卡军團统治权交给莱托二世，莱托二世任命他为皇家书记官。甘尼玛名义上嫁给莱托二世，实际上嫁给法拉肯。这等于把帝国又传给了柯瑞诺家族的后人，但是这一行为完全保密，包括继承人自己都会认为自己是亚崔迪家族的继承人。而后，莱托二世为法拉肯赐名哈克·艾尔-艾达。

### 貝尼·潔瑟睿德女修會（Bene Gesserit）
- 聖母凯斯·海伦·莫希阿姆（英语：Gaius Helen Mohiam），貝尼·潔瑟睿德策划人，沙德姆四世的人类测谎儀。杰西卡的导师。
- 瑪戈·芬倫（英语：Margot Fenring），芬伦伯爵之妻，為了女修會的基因育種與菲德·羅薩交合。
- Darwi Odrade
- Alma Mavis Taraza
- Bellonda
- Sheeana，女修會偷取沙虫并将其据点Charter House星球变为新香料产地项目的负责人。
- Miles Teg，瓦那·虞恩医生之妻。

### 弗瑞曼人
- 史帝加（英语：List of Dune secondary characters#Stilgar），弗瑞曼人族长。
- 荃妮（英语：Chani (character)），保罗所爱的弗瑞曼情人。她由于伊如兰公主投的药而面临死产，后来通过弗瑞曼秘法生出了双胞胎——莱托二世和甘尼玛，因此死去。
- 列特-凯恩斯（英语：List of Dune secondary characters#Liet-Kynes），“转原住民”半弗瑞曼人，帝国在厄拉科斯上的行星生态学家，荃妮的父親。

## 主题
超级英雄的行为的后果，和人类对此的反映，构成了沙丘系列的深层主题。在一次对弗兰克·赫伯特的采访中（发表于“全知全能”杂志1980年7月刊），作者说道：
“巨大的问题产生于当人类的错误在超级英雄所具有的巨大能力尺度上发生时... 英雄是痛苦的，超级英雄的灾难性的。超级英雄的错误将我们太多人卷入灾难。”
还有： 
“我有这个超级英雄对于人类是灾难性的理论，即使你假设存在一个不犯错误的英雄，这个英雄所发动的事物最终将落入易犯错的凡人手中。有什么比跟随超级英雄的关键决策和决策团体所驱动的狂野的摇摆更能摧毁一个文明，社会或是种族呢？”
强调生态和宗教思想和多重文化主题的使用是该小说和以前的科幻作品的经常引起争议的主要区别。
沙丘系列中的政治主题包括人类对于政治宣传、宗教教条（例如，Missonaria Protectiva）和性诱惑的操纵的脆弱抵抗力，以及自觉和自控还有对于权力和控制的学习在抵抗这类控制中的重要性。

## 和“沙丘”类似的历史事件
从历史的角度，很多人注意到了“沙丘”中的事件的类似现象，出生于国外的老殖民帝国的年轻人联合了交战的宗教性的沙漠游牧民族的部落并从衰落的帝国体系那里赢得了自由，20世纪初中东历史上的阿拉伯起义就是这样的现象，英国联络官托马斯·爱德华·劳伦斯发动了阿拉伯战士打破了鄂圖曼帝國在阿拉伯半岛的控制。虽然有很多惊人的相似性，最普通且奇妙的一个是在电影版的《沙丘 》（1984年）和《阿拉伯的劳伦斯 》（1962年）中，扮演老帝国统治的角色（分别为沙德姆四世皇帝和土耳其人Bey）由同一个演员扮演Jose Ferrer。在和《全知全能》的采访中，赫伯特直接将宇联公司（CHOAM）等同为石油输出国组织OPEC，将香料“美兰极”等同为石油（需要指出的是OPEC在第一部小说出版之前还未成为政治上有突出地位的组织）。其他相似现象还有近现代欧洲的欧亚香料贸易，特别是空间航行公会和荷兰东印度公司之间的相似性。
另一个类似的故事可以从巴兹尔·迪尔登（Basil Dearden）的电影《Khartoum》（1965年）中找到，其中卻爾登·希斯頓相当于Charles George Gordon将军。巴洛克式风格的军服和第一部《沙丘》电影中的Caladan公国的军服非常相似。英帝国派出Gordon代表埃及治理苏丹，明知道这实质上是一次自杀任务。就像李特·亚崔迪一样，Gordon将军，作为帝国传奇式的令人敬畏的战士，自愿走向死亡。影片的历史背景在于苏丹传说中的马赫迪（Mahdi）的故事，也就是Muhammad Ahmad，这是伊斯兰的救世主式人物，在19世纪晚期掌权。保罗·亚崔迪在小说和续集中被称为穆哈迪，穆哈迪的弗瑞曼人圣战军队战胜了哈肯尼的部队和帝国军队就像受到鼓舞的苏丹人战胜了技术上更先进的英国军队。
另外一个联系是亚崔迪家族的名字和传奇式希腊家族Atreus，其成员在很多希腊悲剧中有显眼的位置。
但所有这些相似性不能推得太深入。特别是，没有一个这些历史事件中皇帝被迫退位，或者有一个类似貝尼·潔瑟睿德的组织或者她们的计划，或者象《沙丘》故事那样的生态方面的考虑。

## 奖项
- 1965年星云奖最佳小说
- 1966年雨果奖最佳小说。与羅傑·澤拉茲尼所著《...并叫我康拉德 》并列第一。
- 1974年星雲賞海外部門長篇作品[13]

## 電影
| 電影             | 美國上映日期   | 導演          | 編劇                                  | 監製                                                                   | 狀態   |
| ---------------- | -------------- | ------------- | ------------------------------------- | ---------------------------------------------------------------------- | ------ |
| 《》             | 1984年12月14日 | 大衛·林區     | 大衛·林區                             | 賴斐拉·狄·羅倫提斯                                                     | 已上映 |
| 《》             | 2021年10月1日  | 丹尼·維勒納夫 | 艾瑞克·羅斯、丹尼·維勒納夫＆喬·斯派茨 | 凱爾·波伊特、瑪麗·帕倫、丹尼·維勒納夫＆小約瑟·卡拉喬洛                 | 已上映 |
| 《沙丘：第二部》 | 2024年3月1日   | 丹尼·維勒納夫 | 艾瑞克·羅斯、丹尼·維勒納夫＆喬·斯派茨 | 凱爾·波伊特、瑪麗·帕倫、丹尼·維勒納夫＆小約瑟·卡拉喬洛                 | 已上映 |
| 《沙丘：第三部》 | 2026年12月18日 | 丹尼·維勒納夫 | 喬·斯派茨、丹尼·維勒納夫              | 瑪麗·帕倫、凱爾·波伊特、 派翠克·麥考米克、丹尼·維勒納夫＆譚雅·拉波因特 | 拍攝中 |

### 《沙丘》（1984）
首部《沙丘》改編電影於首本小說出版近20年後的1984年上映，由大衛·林區執導。儘管赫伯特對電影表示期待，但成品的評價和票房卻不成功，也讓粉絲大表失望。

### 《沙丘》（2021）
2016年11月21日，據報導，傳奇影業已獲得重啟電影的版權，湯瑪士·塔爾、瑪麗·帕倫特與卡爾·柏伊特將擔任監製，而布萊恩·赫伯特、拜倫·梅里特和金·赫伯特則會擔任執行製片人。2016年12月，據《綜藝》報導，丹尼·維勒納夫正在會談擔任重啟電影的導演。2017年2月，維勒納夫確認擔任導演。2017年4月，傳奇聘請艾瑞克·羅斯為電影撰寫劇本。《沙丘》於2021年10月1日在美國公映。

### 《沙丘：第二部》（2024）
2018年3月9日，導演丹尼·維勒納夫表示希望《沙丘》能推出兩部以上的電影。2021年10月26日，傳奇影業正式確定製作《沙丘》續集電影，丹尼·維勒納夫回歸執導影片，定於2023年10月20日上映。2022年10月，電影延期至2023年11月3日上映。

### 《沙丘：第三部》（2026）
2024年4月，傳奇影業證實正在開發改編自《沙丘救世主》的電影，維勒納夫回歸執導。2025年7月，據報導片名由《沙丘救世主》（Dune Messiah）更名為《沙丘：第三部》（Dune: Part Three）。電影定於2026年12月18日上映。

### 未制作的电影
智利導演亞歷杭德羅·霍多羅夫斯基在1970年代曾計畫改編《沙丘》小說，大陣仗的請到了知名美術家H·R·吉格尔和尚·吉羅，但因經費因素而取消。霍多羅夫斯基當初的計畫後來在2013年紀錄片《佐杜洛夫斯基的沙丘》中展現出來。

## 電視劇
| 劇集                   | 季數 | 集数 | 集数 | 首播日期       | 首播日期       | 首播日期 | 節目統籌／首席編劇 | 狀態   |
| 劇集                   | 季數 | 集数 | 集数 | 首映           | 季终           | 电视网   | 節目統籌／首席編劇 | 狀態   |
| ---------------------- | ---- | ---- | ---- | -------------- | -------------- | -------- | ------------------ | ------ |
| 《沙丘魔堡：世紀之戰》 | 1    | 3    | 3    | 2000年12月3日  | 2000年12月3日  | Syfy     | 約翰·哈里遜        | 已完結 |
| 《沙丘魔堡之風雲再起》 | 1    | 3    | 3    | 2003年3月16日  | 2003年3月26日  | Syfy     | 約翰·哈里遜        | 已完結 |
| 《沙丘：預言》         | 1    | 6    | 6    | 2024年11月17日 | 2024年12月22日 | HBO      | 黛安·阿德姆-約翰   | 已播出 |

### Syfy迷你剧
2000年，約翰·哈里遜執導的《沙丘》改編電視劇《沙丘魔堡：世紀之戰》於Syfy頻道播出，共分為三集迷你劇。截至2004年，這部迷你劇為Syfy收視率最高的節目之一。

### 《沙丘：預言》
2019年6月10日，傳奇電視宣佈將製作2021年電影的衍生電視劇，計劃於華納媒體的線上串流媒體平台HBO Max首播。影集的主體拍攝原計劃於2020年11月2日在匈牙利布達佩斯和約旦開機，因未知原因延遲拍攝。2021年7月，黛安·阿德姆-約翰（Diane Ademu-John）接替喬·斯派茨擔當節目統籌。

## 对流行文化的影响
《沙丘》出版后对很多科幻作品产生了影响。
日本动畫《最后流亡》中，有中立仲裁机构的几个交战国家的主题和沙丘系列相仿。而且，克劳迪亚液体和水的高价值也可以说受《沙丘》启发。更有意思的是在该系列中的行会和《沙丘》的空间航行行会非常相似（从名字到其很多特征都是）。动漫《漂流教室》、《传说巨神伊迪安》和《风之谷》都被认为受到它的设定影响。